# 하이저우구 (푸신시)

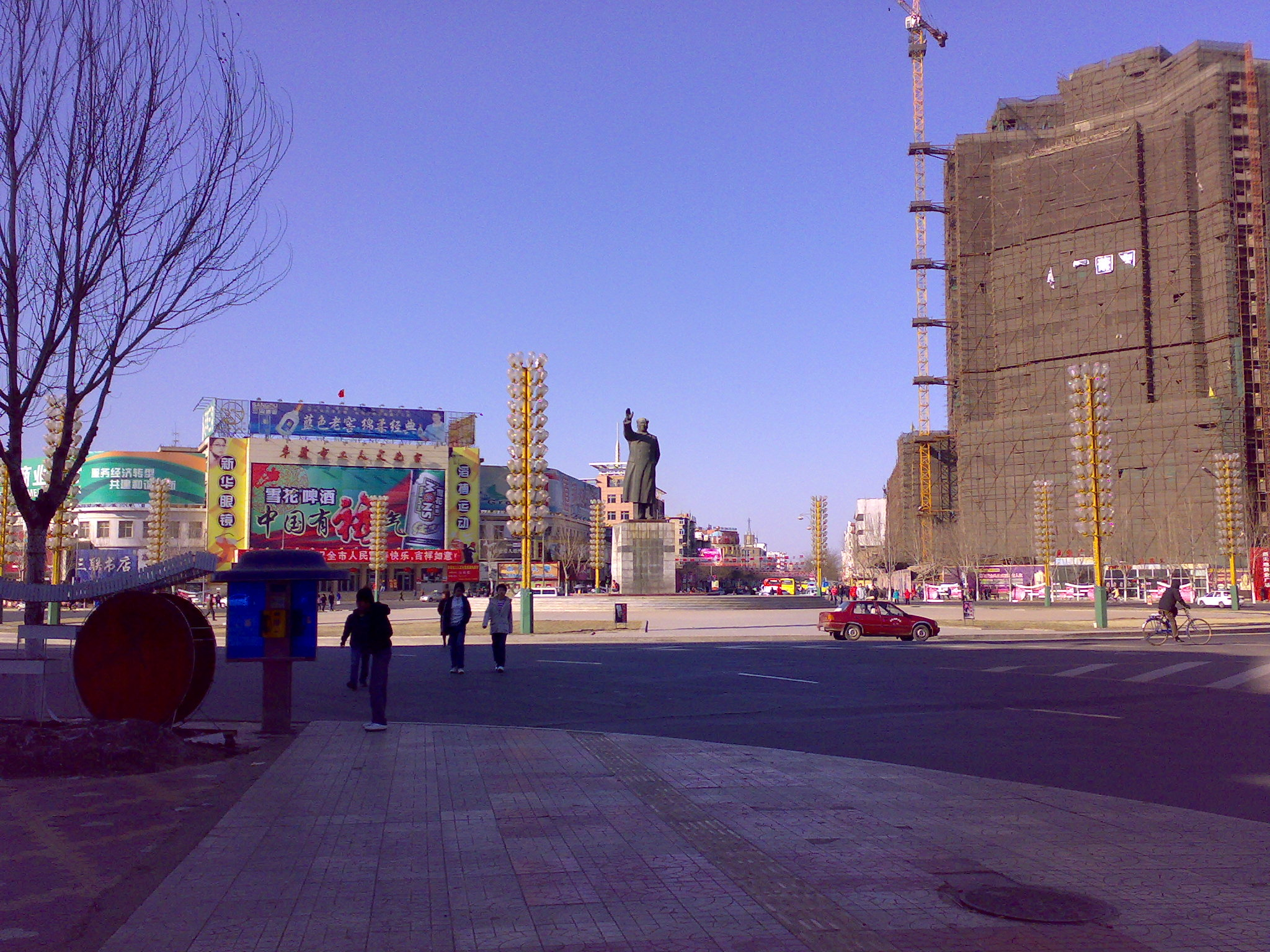

하이저우구(한국어: 해주구, 중국어: 海州区, 병음: Hǎizhōu Qū)는 중화인민공화국 랴오닝성 푸신 시의 행정구역이다. 넓이는 97km2이고, 인구는 2007년 기준으로 280,000명이다.

## 행정 구역
10개 가도, 1개 진을 관할한다.
- 가도: 新兴街道, 和平街道, 西山街道, 河北街道, 站前街道, 西阜新街道, 五龙街道, 平安西部街道, 工人村街道, 东梁街道.
- 진: 韩家店镇